# Тривињо Баса (Сондрио)
Тривињо Баса је насеље у Италији у округу Сондрио, региону Ломбардија.
Према процени из 2011. у насељу је живело 5 становника. Насеље се налази на надморској висини од 1721 м.